# 阿拉·阿布德纳比
阿拉·阿布德纳比（英語：Alaa Abdelnaby，1968年6月24日—），美国NBA联盟的职业篮球运动员。他在1990年的NBA选秀中第1轮第25顺位被波特兰开拓者选中。